# Legwan nosorogi

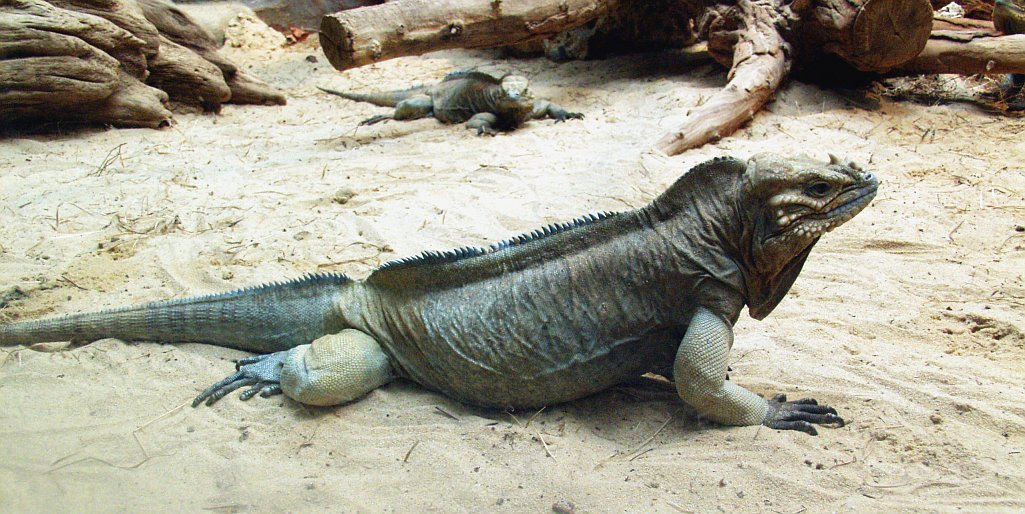

Legwan nosorogi (Cyclura cornuta) – gatunek jaszczurki z rodziny legwanów (Iguanidae), spotkany pierwotnie na karaibskiej wyspie Haiti, na której leżą państwa Dominikana i Haiti. Zwierzęta te różnią się rozmiarami, osiągając od około 60 do 140 cm, a także kolorem skóry. Spotyka się osobniki od stalowych po ciemnozielone, a nawet brązowe. Gad ten ma na czaszce przypominający róg wyrostek, czemu zawdzięcza swą polską, jak i angielską nazwę (Rhinoceros Iguana). Gatunek jest narażony na wyginięcie.

## Taksonomia
Gatunek ten należy do rodzaju Cyclura, którego nazwa pochodzi ze starożytnego języka greckiego, a ściślej od słów cyclos (κύκλος) o znaczeniu „okrągły” i ourá (οὐρά) oznaczającego ogon. Odwołuje się ona do grubego krągłego ogona charakterystycznego dla przedstawicieli tego rodzaju. Z kolei epitet gatunkowy cornuta jest łacińskim przymiotnikiem rodzaju żeńskiego o znaczeniu „rogata”. Odnosi się on do rogowych wyrostków na pysku samców. Gatunek został zidentyfikowany przez Pierre’a Josepha Bonaterre’a w 1789.
Wyróżnia się dwa podgatunki:
- C. cornuta stejnegeri (Bonnaterre, 1789)
- C. cornuta onchiopsis Cope, 1885

Uważa się jednak, że ten drugi wyginął na wolności.

## Anatomia i morfologia

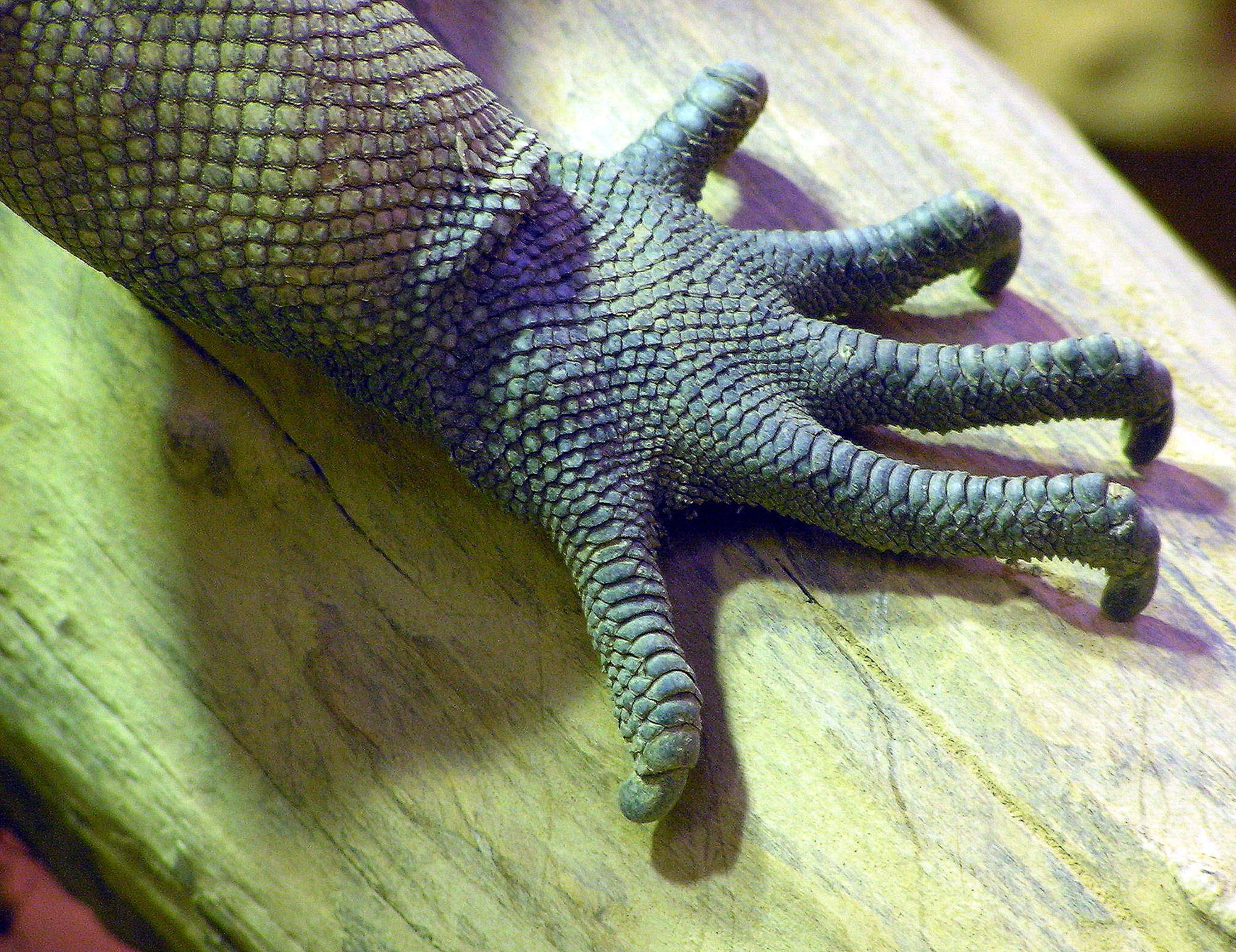
Palce

Legwan nosorogi, jak i inni członkowie jego rodzaju, to jaszczurka o dużym ciele, ciężkiej głowie, silnych łapach i spłaszczonym bocznie ogonie. Grzebień zaostrzonych rogowych łusek przebiega od karku do koniuszka ogona. Zwierzę ma umaszczenie szaro- lub burobrązowe.
Legwan ten charakteryzuje się wzrostem wydatnych guzków na pysku, w efekcie czego przypominają one rogi. Dr Thomas Wiewandt, spędziwszy długi czas na wyspie Mona na badaniach podgatunku C. cornuta stejnegeri, zasugerował, że rogi te, jak i boczne kolce oraz wydatne wyrostki ciemieniowe, służą do ochrony przed ostrymi skałami oraz ułatwiają samcom ucieczkę przed innymi. Samce mają ponadto ciało tłuszczowe tworzące jak gdyby hełm w okolicy potylicznej głowy, a także duże podgardle. Poza tym, co ma miejsce także wśród innych gatunków rodzaju Cyclura, są większe od samic. Mają też wydatne grzebienie grzbietowe i "rogi" oraz pory na udach, dzięki którym wydzielają feromony. Samicom brakuje tychże porów, a ich grzebienie są krótsze niż u samców. Jest to przykład dymorfizmu płciowego.

## Występowanie i siedlisko
Gad ten występuje na Haiti (w państwach Haiti i Dominikana). Populacje są stabilne na Isla Beata i na krańcu półwyspu Barahona w Parku Narodowym Jaragua. Istnieją populacje o umiarkowanym zagęszczeniu osobników w południowo-wschodnim obszarze Haiti i jego przybrzeżnych wyspach, także w słodkowodnym jeziorze Étang Saumâtre. Populacje na Haiti są bardziej zagrożone z powodu wylesiania i innych przejawów ludzkiej działalności. Ogólnie legwany występują obficie, choć nie wyłącznie, w buszu i suchych lasach w otoczeniu skał czy zerodowanych wapieni w terasach przybrzeżnych i na nizinach zarówno na lądzie, jak i na kilku przybrzeżnych wysepkach i niewielkich rafach w zróżnicowanych środowiskach klimatu podzwrotnikowego.

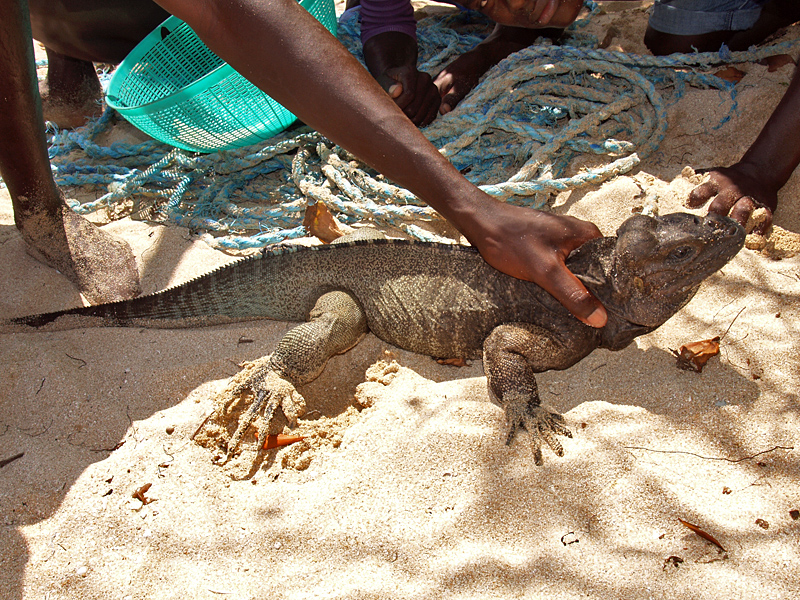
Osobnik sfotografowany 4 maja 2008 na Limbe Island w Haiti. Złapany został przez grupę rybaków z Bas-Limbe, wioski Bord de Mer. Wcześniej sądzono, że gatunek nie występuje w tym rejonie. Legwany są jedzone przez miejscową ludność.

Legwan nosorogi wiedzie dzienny tryb życia. Jego siedlisko to skalne rejony o ubogiej szacie roślinnej. Zazwyczaj skory do ucieczki w razie zagrożenia, nie waha się jednak gryźć i wymierzać silnych ciosów swym potężnym ogonem, jeśli odetnie mu się drogę odwrotu.

## Pożywienie
Zwierzę to jest przede wszystkim roślinożercą. Zjada liście, kwiaty, jagody i owoce różnych gatunków roślin. Badania wykonane w 2000 przez dr Allison Alberts w zoo w San Diego ujawniły, że nasiona po przejściu przez układ pokarmowy gatunków rodzaju Cyclura kiełkowały intensywniej niż te niezjedzone przez legwana. Nasiona owoców skonsumowanych przez rzeczone legwany odniosły korzyść adaptacyjną polegającą na tym, że kiełkowanie zachodziło w ich przypadku przed końcem krótkiej pory deszczowej. Legwan nosorogi odgrywa też ważną rolę w roznoszeniu ich na nowe tereny (głównie samice zmierzające do miejsc odchowu młodych). Jest to także największy roślinożerca w ekosystemie zamieszkiwanych przez niego wysp. Spełnia więc kluczową rolę dla zachowania równowagi obejmującej klimat i roślinność. Poza tym gatunek ten wydaje się być także przygodnym drapieżnikiem. Obserwowano bowiem osobniki jedzące drobne jaszczurki, węże i owady.

## Rozmnażanie
W przeciwieństwie do innych gatunków z rodzaju Cyclura samce legwana nosorogiego osiągają dojrzałość płciową w wieku 4 do 5 lat. Wykazują one zachowania terytorialne, przy czym najagresywniejsze osobniki mają największe terytoria. Sezon rozrodczy przypada na początek albo krótko przed pierwszą porą deszczową (maj, czerwiec). Trwa on od 2 do 3 tygodni. Samica składa w ciągu 40 dni od 2 do aż 34 jaj, średnio 17. Broni ona swego gniazda przez kilka dni po złożeniu jaj. Inkubacja trwa średnio 85 dni. Jaja tego gatunku należą do największych wśród składanych przez wszystkie jaszczurki świata.

## Status zagrożenia i ochrona
W Czerwonej księdze gatunków zagrożonych IUCN legwan nosorogi od 2019 roku jest klasyfikowany jako gatunek zagrożony (EN, Endangered); wcześniej, od 1996 roku był uznawany za gatunek narażony (VU, Vulnerable).
Gatunek jest ujęty w I załączniku konwencji waszyngtońskiej (CITES).
Na wolności pozostało od 10 000 do 16 000 zwierząt. Zwieńczony sukcesem program rozmnażania prowadzono w Parque Zoológico Nacional Republiki Dominikany od 1974 do 1994. Dzięki niemu rocznie wykluwało się średnio 100 młodych. Obejmował on także reintrodukcję urodzonych w niewoli młodych do kilku chronionych obszarów w południowo-zachodniej Dominikanie. Miało to zmniejszyć prawdopodobieństwo upolowania ich przez węże czy inne dzikie zwierzęta, jak mangusty czy koty. Od 2005 program nie jest kontynuowany z powodu zmian administracyjnych w zoo.

## W niewoli

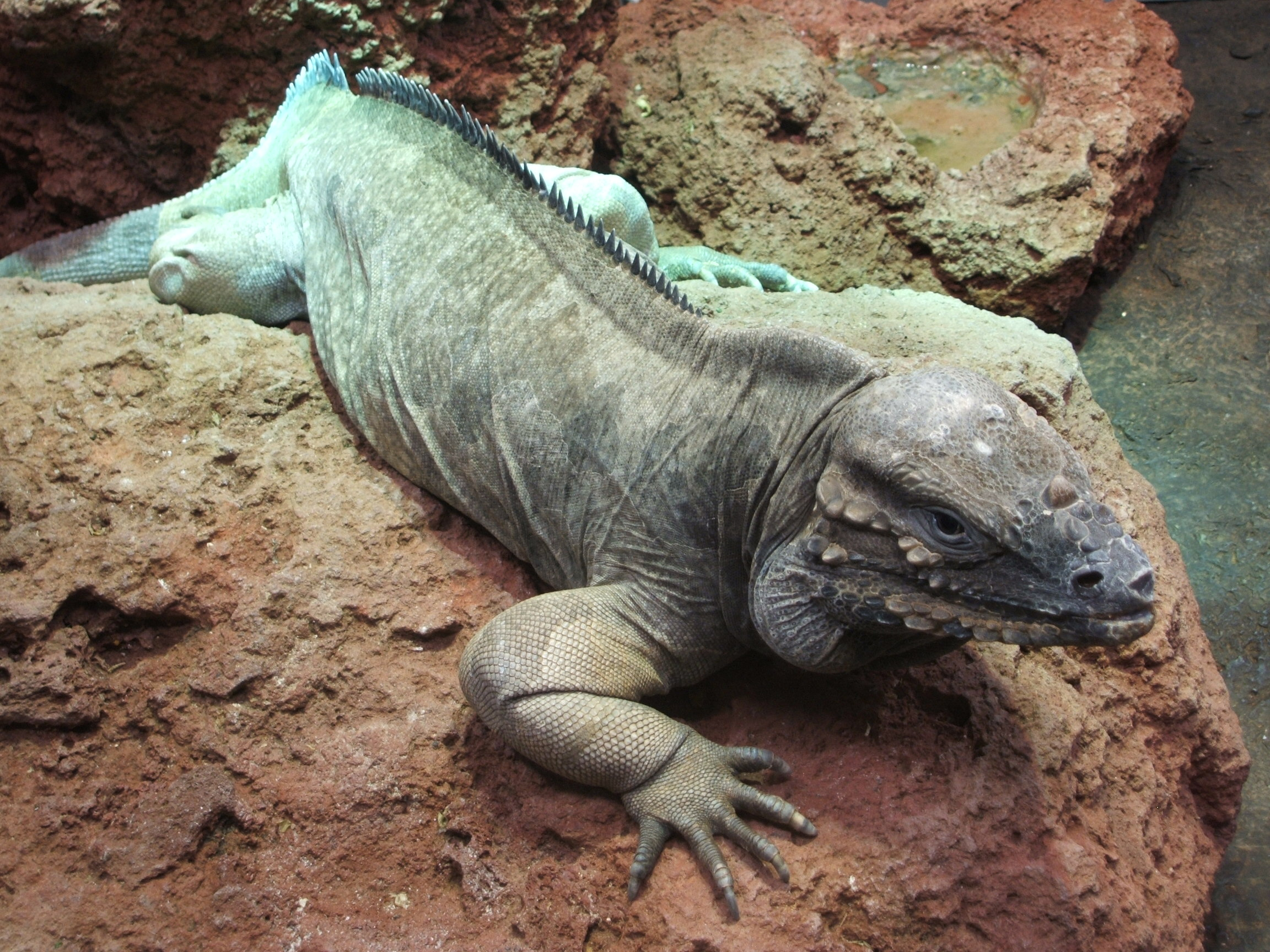
Legwan nosorogi w Boston Museum of Science

Legwan nosorogi to najpopularniejszy trzymany w niewoli gatunek tego rodzaju. Hodowla legwanów nosorogich zarówno prywatna, jak i publiczna jest dobrze rozwinięta. W USA trzymanych jest 39 samców, 32 samice i 36 osobników o nieznanej płci. Żyją one w 20 ośrodkach zoologicznych. Ośrodki American Zoological and Aquarium Association odnotowały jeszcze 533 zwierzęta nieprzypisane do podgatunku. Rzeczywista liczba legwanów w niewoli może być znaczne większa po uwzględnieniu zwierząt z europejskich i azjatyckich ogrodów zoologicznych i wielu trzymanych jako zwierzęta domowe. W rezultacie zredukowano zapotrzebowanie ogrodów zoologicznych na zwierzęta schwytane na wolności, jak i handel.